# Fabroleskea
Fabroleskea là một chi rêu trong họ Leskeaceae.